# Vale de Gouvinhas
Vale de Gouvinhas ist ein Ort und eine Gemeinde im Nordosten Portugals.

## Geschichte
Die Erkenntnisse aus dem archäologischen Projekt von Torre de Dona Chama zeigen eine hiesige vorgeschichtliche Besiedlung mindestens seit der Castrokultur. Der lateinische Name im 2. Jahrhundert n. Chr. war Gaudinas, woraus sich der heutige Name ableitet.
Der heutige Ort entstand im Zuge der Neubesiedlungen nach der Reconquista. Das hiesige Gebiet unterstand dem Malteserorden, der die Neubesiedlung durchführte und dessen Insignien bis heute im Ortswappen zu sehen sind. Die ersten Aufzeichnungen über den Ort nach der Unabhängigkeit des Königreich Portugals bezeichneten ihn 1150 als Goubina oder Goubinas.
Seit dem 12. oder 13. Jh. gehörte die Gemeinde zum Kreis von Torre de Dona Chama, seit dessen Auflösung 1855 ist Vale de Gouvinhas dem Kreis Mirandela angegliedert.

## Verwaltung
Vale de Gouvinhas ist Sitz einer gleichnamigen Gemeinde (Freguesia) im Kreis (Concelho) von Mirandela im Distrikt Bragança. In ihr leben 234 Einwohner auf einer Fläche von 17 km² (Stand 19. April 2021).
Folgende Ortschaften liegen im Gemeindegebiet:
- Quintas
- Valbom Pitez
- Vale de Gouvinhas
- Vale de Maior